# Niedermurach
Niedermurach é um município da Alemanha, situado no distrito de Schwandorf, no estado da Baviera. Tem 29,96 km² de área, e sua população em 2019 foi estimada em 1.242 habitantes.